# شهباز سرخاکستری
شهباز سرخاکستری (نام علمی: Accipiter poliocephalus) یک پرنده شکاری میان‌جثه از خانواده «بازان» است.

## ویژگی‌های ریخت‌شناسی
روتنه خاکستری است، روی سر و گردن کم رنگ‌تر است. بال‌ها تیره هستند. زیرتنه عمدتاً سفید است. نرمه بینی و پاها قرمز مایل به نارنجی هستند. طول بدن ۳۰–۳۸ سانتی‌متر است؛ ماده‌ها بزرگتر از نرها هستند. نوجوان‌ها بال‌های قهوه‌ای تیره دارند.

## پراکندگی و زیستگاه
شهباز سرخاکستری بومی گینه نو و جزایر پیرامون آن است. از جزیره سایبای، کوئینزلند، یک قلمرو استرالیایی در شمال غربی تنگه تورس ثبت شده‌است. در جنگل‌ها، لبه‌های جنگل و نواحی با رشد ثانویه زندگی می‌کند.

## تغذیه و زادآوری
این گونه خزندگان کوچک و حشرات را شکار می‌کند و در درختان بلند روی سکویی از چوب و برگ آشیانه می‌سازد.